# Пальмира (парк)
Парк «Пальмира» – зона отдыха, расположенная в Северо-Западном округе Москвы, на территории района Куркино. Примыкает к жилой застройке и зданию школы №1387 на Соколово-Мещерской улице. Площадь – 2 га. Парк был обустроен в 2019 году по программе Мэра Москвы «Мой район».

## История
Парк как часть нового микрорайона был запланирован в 90-е годы XX века. Тогда же проектировщики предложили название «Пальмира». После застройки участка вблизи улицы Соколово-Мещерская жилыми домами обустройство парка не состоялось, и территория превратилась в пустырь со строительным мусором. 
В 2017 году префектура СЗАО и управа района Куркино объявили о решении создать на месте замусоренной площадки общественное пространство. Обсуждение проекта состоялось 8 февраля 2018 года. Концепцию парка разработала компания «Юнистрой Проект». 

Мы начали с того, что изучили необходимость вывоза строительного мусора. Была задача минимизировать его, потому что это очень дорогостоящее мероприятие, и создать на этом месте уникальный рельеф
— Наталья Стёпкина, генеральный директор компании «Юнистрой проект» в интервью YouTube-каналу «Мой район»
Согласно замыслу, работы на территории должны проходить на пяти участках – таким образом общая площадь «Пальмиры» в будущем может составить 6.5 га. Благоустройство первого участка площадью 2 га прошло в 2019 году в рамках программы «Мой район». Открытие нового парка состоялось 6 сентября 2019 года.

## Описание парка
Планировка парка перекликается с архитектурным планом древнего сирийского города Пальмира и напоминает античный амфитеатр. Так, зоны активного отдыха располагаются ближе к центру, а прогулочная и рекреационная вынесены на периферию. 
Для зонирования используются декоративные элементы, имитирующие древнюю каменную кладку. В парке в хаотичном порядке размещены декоративные валуны, напоминающие остатки древних строений. Также к образу древнего сирийского города отсылает фонтан с дорожкой из камней. Здесь установлены информационные стенды, которые объясняют посетителям историю названия парка и его связь с античной Пальмирой.
Парк имеет форму, близкую к полукругу, по периметру которого проложены тротуар и беговая дорожка. Пешеходные аллеи имеют разное покрытие: плитка, гранитный отсев, дерево. Для отдыха установлены скамейки, некоторые из них находятся под теневыми навесами. В озелененной зоне создан искусственный холм.

### Фонтан

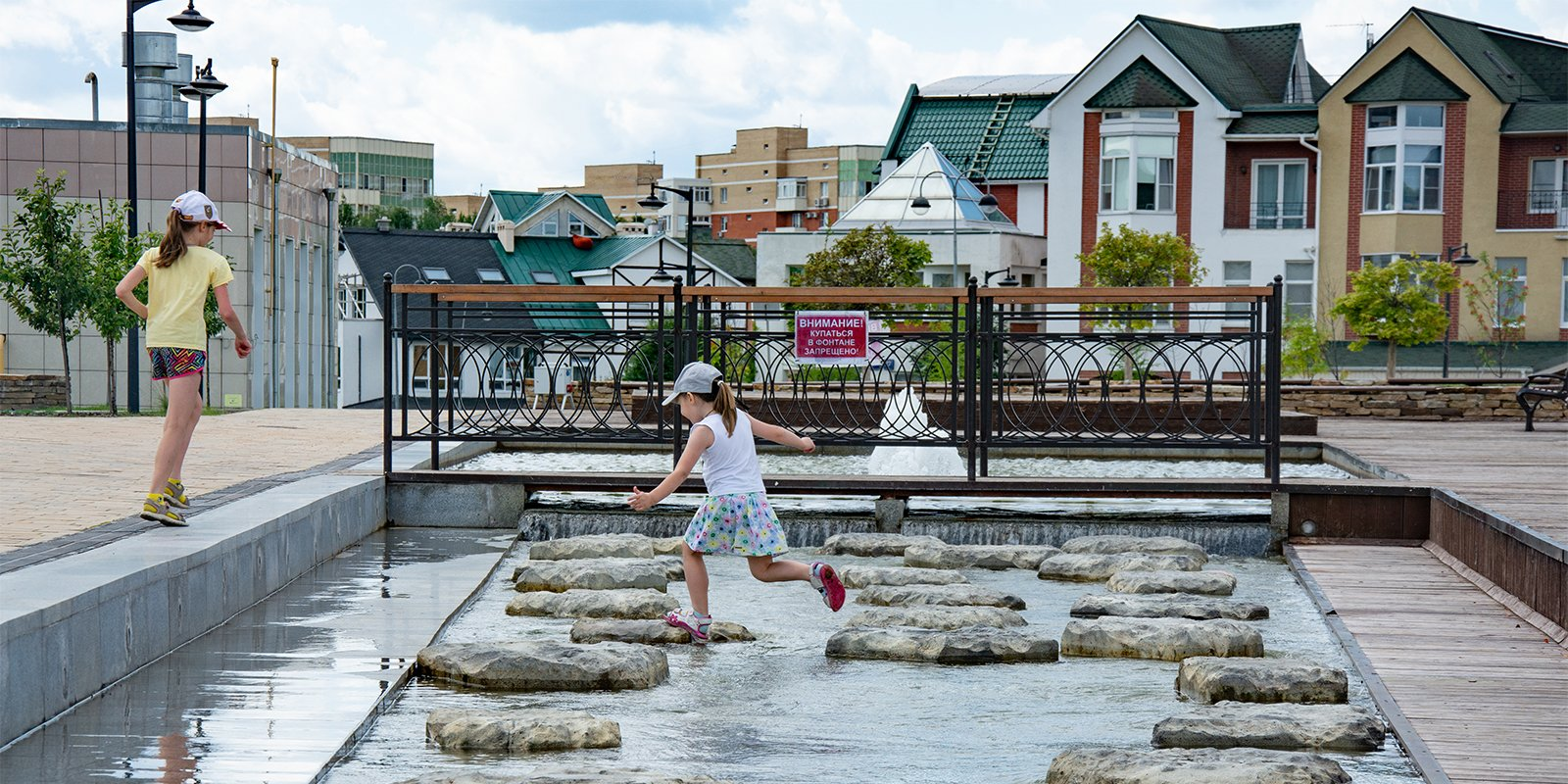
Фонтан в виде искусственного ручья в парке «Пальмира»

Фонтан находится в центральной части парка. Он состоит из двух четырехугольных чаш, которые соединяются ажурным мостиком. Одна чаша представляет собой классический струйный фонтан, а вторая выполнена в виде мелководного ручья (его украшает дорожка из камней). По задумке архитекторов, камни являются и оформлением фонтана, и развлечением для детей, так как по ним можно прыгать. 
Линию фонтана в парке продолжает «сухой» ручей, русло которого заполнено мелкими камнями.

### Детская и спортивная площадки
Расположены друг напротив друга, имеют амортизирующее прорезиненное покрытие. На детской площадке есть игровые комплексы, качели и карусель. В спортивной зоне установлены комплексы для панна-футбола, воркаут, столы для пинг-понга, выделена площадка для игры в стритбол.

### Озеленение
В парке было высажено около 200 деревьев (клены, липы, яблони, груши) и 1500 кустарников. В центральной части архитекторы разместили декоративный «Сад трав и растений». Его особенность – флора, произрастающая в разных природных условиях. Виды растений снабжены информационными табличками с подробными сведениями. На смотровых площадках размещены стенды с информацией о флоре и фауне заказника «Долина реки Сходни в Куркино», который находится по соседству с парком «Пальмира». Также здесь обустроен «дождевой сад» – дренажная канава, оформленная влаголюбивыми растениями (бадан, ирис, канареечник, белокопытник).

## Премии
Парк «Пальмира» дважды номинирован на Российскую национальную премию по ландшафтной архитектуре и садово-парковому искусству. В 2018 году был представлен в номинации «Лучший общественный нереализованный проект площадью более 1 га» (не отмечен дипломом), в 2019 году – в номинации «Лучший реализованный объект общественного пространства площадью более 1 Га» (отмечен дипломом участника).

## Пресса о парке
В 2020 году официальный сайт Мэра Москвы mos.ru включил парк «Пальмира» в список новых достопримечательностей Северо-Западного округа.

## Галерея

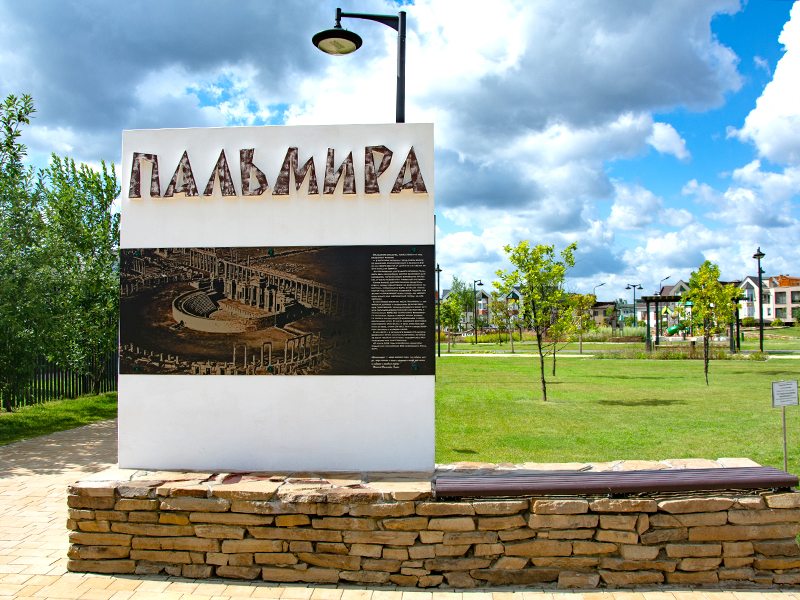
Вход в парк
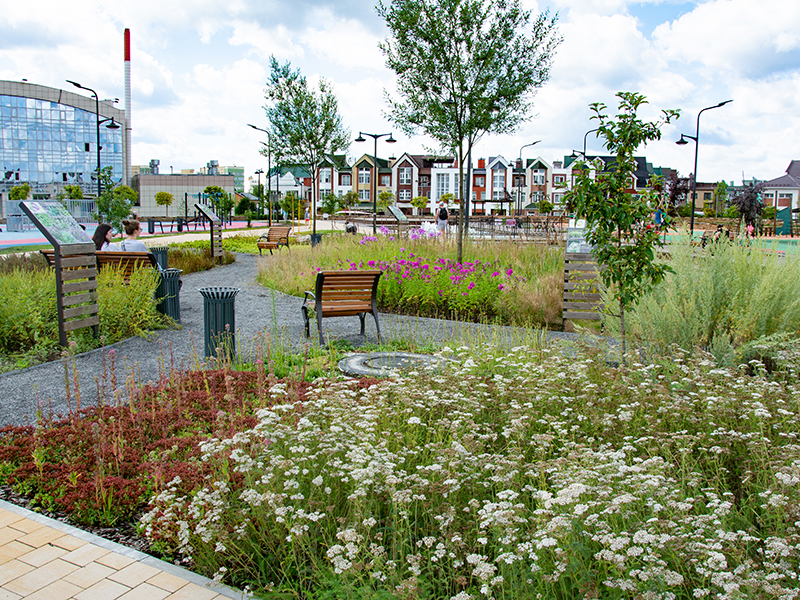
«Сад трав и растений»
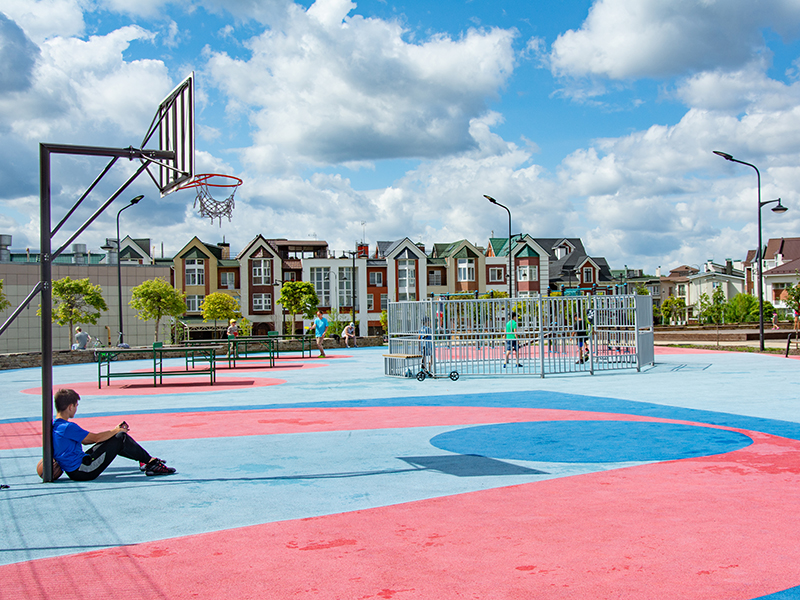
Спортивная площадка
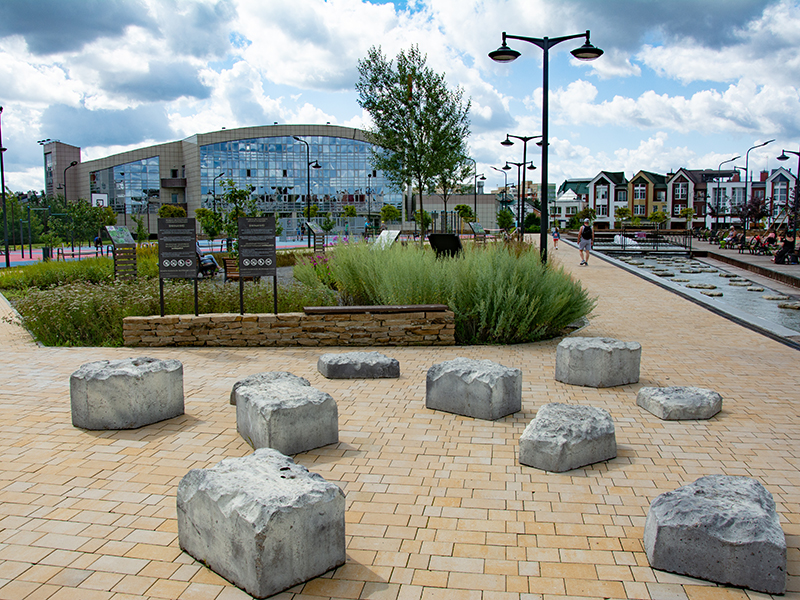
Декоративные элементы
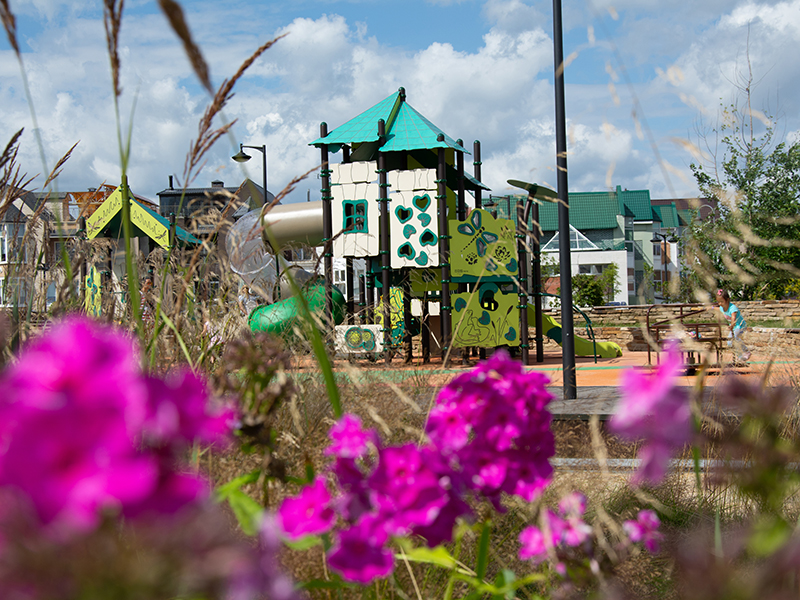
Детская площадка
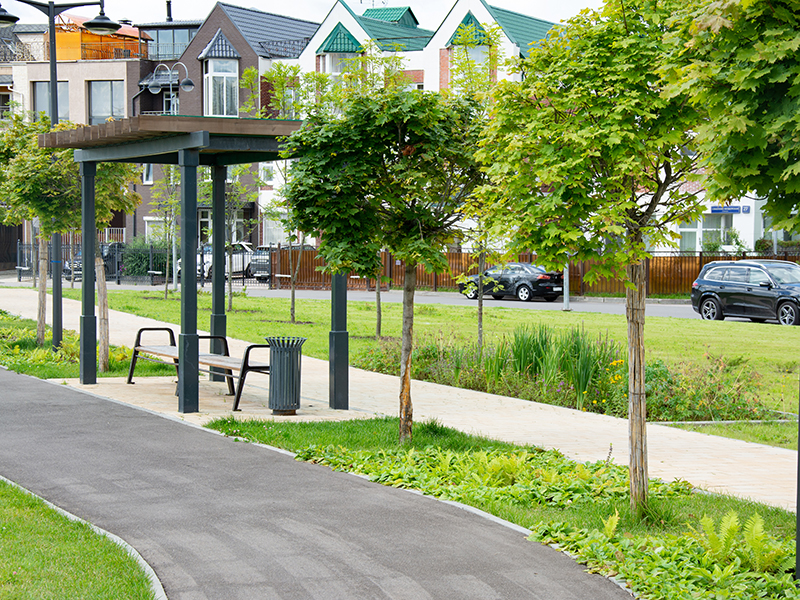
Беговая дорожка
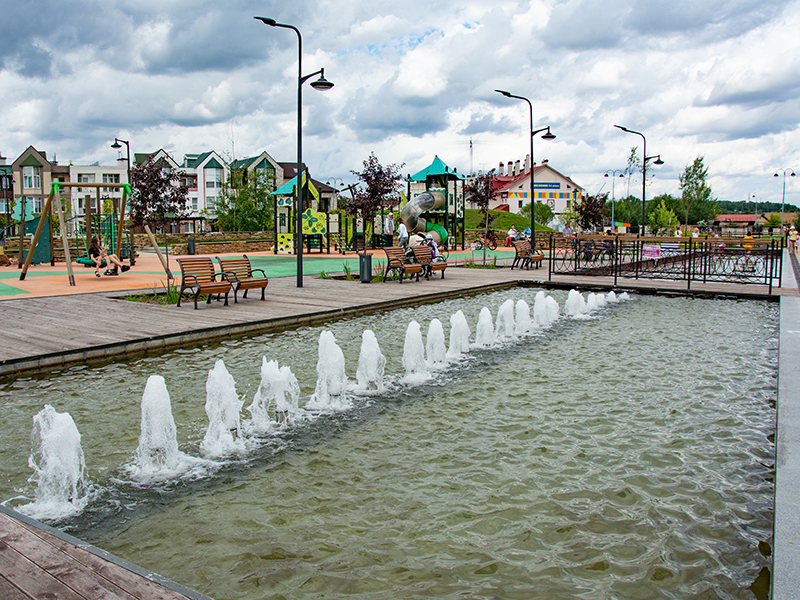
Фонтан